# Humanoid

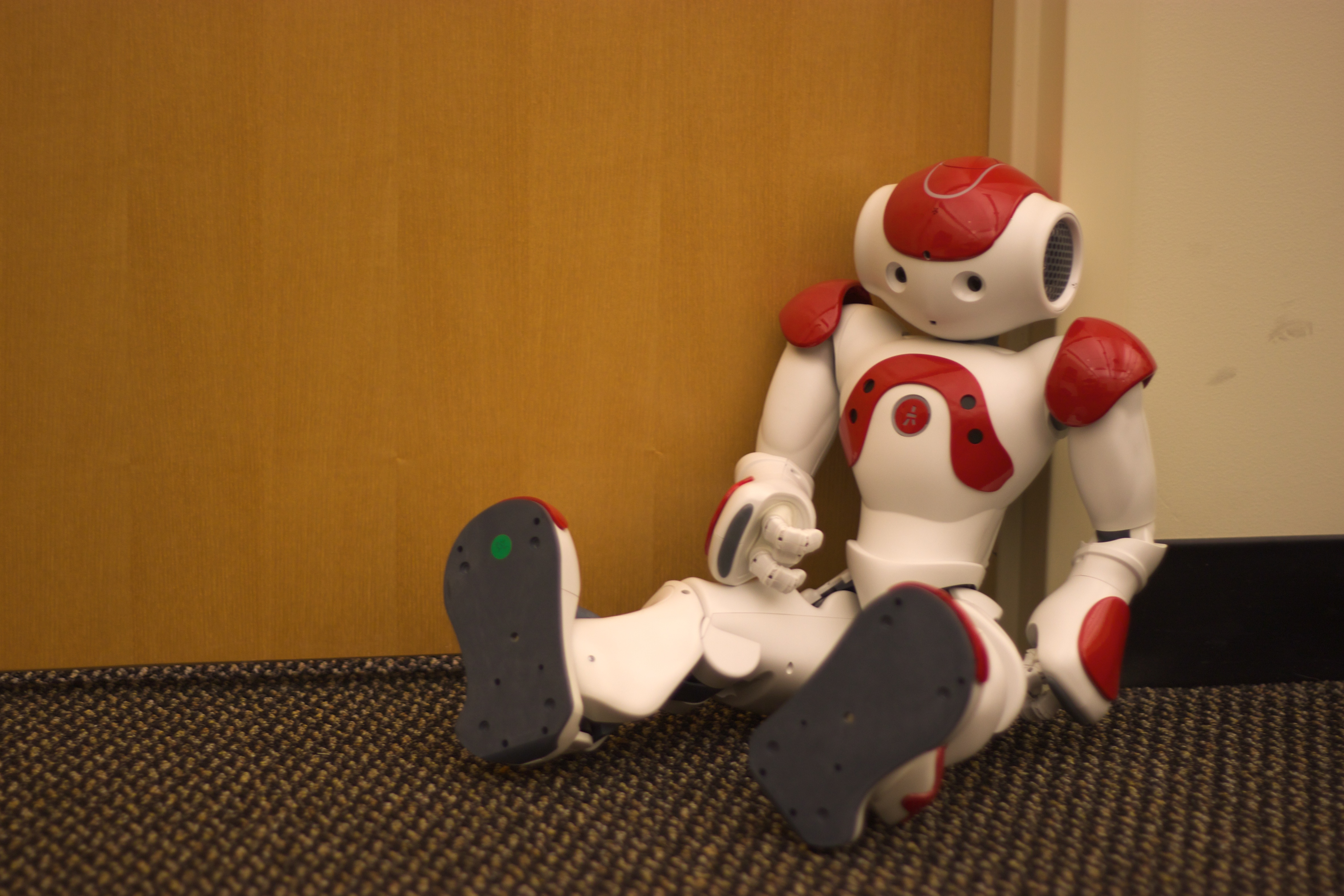
Den humanoida roboten Nao från Aldebaran Robotics

En humanoid är något som till kroppsform, helt eller delvis, påminner om en människa, utan att faktiskt vara det. Det vill säga, har en kropp som består av en bål, två armar vid bålens axlar, två ben vid höften och ett huvud som via en hals sitter ovanpå axlarna. 
Ordet är vanligast inom populärkulturen, till exempel science fiction och fantasy, i den senare som beskrivning av alver och dvärgar. I vetenskapligt språkbruk är termen antropomorf vanligare.
Intresset för att konstruera humanoida/antropomorfa robotar är stort, men beror inte så mycket på lusten att skapa en "mekanisk människa" som på de fördelar ett människoliknande yttre skulle kunna innebära, då de flesta miljöer är anpassade till människan. I miljöer som olycksdrabbade kärnkraftverk, brinnande hus, sjunkna fartyg samt i militär/polisiär användning skulle ett människoliknande utseende och rörelsemönster i många fall vara en klar fördel. I alla miljöer där människor normalt kan ta sig fram skulle roboten fungera väl. Trappor och stegar är till exempel svåra eller oöverstigliga hinder för hjul- eller bandgående robotar.

## Kända humanoider
Wabot-1 räknas som den första fullstora humanoiden och färdigställdes 1973 i Japan på Wasedauniversitetet. Den bestod av flera separata system för att kontrollera olika delar av kroppen. Ett system för kontrollera armar och ben, ett system för bildbehandling och ett system för kommunikation. Kommunikationssystemet gjorde det möjligt att styra Wabot-1 med hjälp av röstkommandon. Roboten hade dessutom förmågan att kommunicera med en person på japanska. I ögonen och öronen hade man placerat sensorer som gjorde att Wabot-1 kunde mäta avstånd och riktning till olika objekt för att sedan greppa och transportera dem.
Wabot-2 är en av de mest berömda humanoiderna i världen och har utvecklats i Japan på Wasedauniversitetet. Den kan kommunicera med människor men dess främsta uppgift är att spela upp musik på en elektrisk orgel. Wabot-2 kan spela musik som antingen är skrivna på noter med hjälp av sina synsensorer eller så kan de ackompanjera en person som sjunger med hjälp av sina ljudsensorer.
ASIMO är en humanoid robot som skapades år 2000 av Honda. ASIMO räknas som den första humanoida roboten som kan gå på två ben på ett sätt som liknar mänsklig gång.

## Övrigt
Det tyska rockbandet Tokio Hotel har använt ordet Humanoid som namn på ett album från 2009. Albumet finns i både en tysk och en engelsk version, samt att det finns ett spår på skivan som har samma namn. 